# Мирзаитово
Мирзаитово (баш. Мирзаһит) — деревня в Бакалинском районе Республики Башкортостан Российской Федерации. Входит в состав Урманаевского сельсовета.

## География

### Географическое положение
Расстояние до:
- районного центра (Бакалы): 42 км,
- центра сельсовета (Урманаево): 3 км,
- ближайшей ж/д. станции (Туймазы): 70 км.

## Население
| 2002 | 2009 | 2010 |
| ---- | ---- | ---- |
| 115  | ↘101 | ↘87  |